# Kiviuq (księżyc)
Kiviuq (Saturn XXIV) – księżyc Saturna odkryty przez B.J. Gladmana i jego zespół w sierpniu 2000 roku. Odkrycia dokonano za pomocą 2,2-metrowego teleskopu należącego do ESO, potwierdzono je m.in. za pomocą 3,6-metrowego Teleskopu Kanadyjsko-Francusko-Hawajskiego na Mauna Kea (Hawaje).
Księżyc ten należy do grupy inuickiej księżyców nieregularnych, poruszających się ruchem prostym, a więc zgodnym z obrotem planety.
Kiviuq to imię bohatera w mitologii eskimoskiej.